# 長野県道109号園原清内路線
長野県道109号園原清内路線（ながのけんどう109ごう そのはらせいないじせん）は、長野県下伊那郡阿智村を走る一般県道。

## 概要

### 路線データ
- 起点：下伊那郡阿智村駒（長野県道89号園原インター線交点）
- 終点：下伊那郡阿智村清内路（国道256号交点）

## 交差・接続する道路
- 長野県道89号園原インター線 - 阿智村駒（起点）
- 国道256号 - 阿智村清内路（終点）